# Udžda
Udžda (arabsky وجدة‎) je město na severovýchodě Maroka blízko hranic s Alžírskem na severním svahu Atlasu. Ve městě žije přibližně 614 tisíc obyvatel, s předměstími přibližně 1 milion.

## Historie
Město již od nejstarších dob těžilo ze své výhodné polohy na stezce protínající Maroko a Alžírsko. Tato poloha bývala zároveň příčinou častých invazí a ohnisek teritoriálních nároků.
Udždu založil v roce 994 berberský náčelník Ziri Ben Attia. V 13. a 14. století obývali město Ziyanidové (jejichž hlavní město Tlemcen leží bezprostředně za alžírskou hranicí).
Od roku 1727 až do 19. století byla Udžda v rukách Turků a byla tak jediným městem v dnešním Maroku, jež bylo součástí Otomanské říše. Po vítězství Francie nad Turky v Alžíru připadlo město Francouzům, a to do roku 1912, kdy se stalo součástí marockého protektorátu.
Vzdálenost od hlavního města Rabatu a blízkost k alžírským hranicím zapříčinily Udždě pověst epicentra odtržení a neklidu, které se projevilo především na počátku 60. let 20. století během alžírské pohraniční války a pak také v 80. letech při sérii studentských stávek.
V roce 1978 byla ve městě založena univerzita.

## Ekonomika a průmysl
Město je obchodním střediskem pro zemědělské produkty a dobytek. Z průmyslu převažuje potravinářský, kovodělný a stavební.